# جان، الان نه
اکنون نه جان (به انگلیسی: Not Now John)، تک‌آهنگی است که در سال ۱۹۸۳ توسط گروه پینک فلوید منتشر شد و در آلبوم برش نهایی هم قرار گرفته‌است.این آهنگ توسط راجر واترز نوشته شده‌است و تنها آهنگی است که دیوید گیلمور به عنوان خواننده در آلبوم برش نهایی حضور دارد.
این آهنگ از معدود آهنگ‌های پینک فلوید است که در آن ناسزا گفته می‌شود. در این آهنگ از واژهٔ «Fuck» استفاده شده اما در نسخهٔ تک‌آهنگ آن را سانسور کردند.

## سازندگان این آهنگ
- دیوید گیلمور – خواننده، گیتار
- اندی باون – کیبورد
- راجر واترز – گیتار بیس،خواننده اصلی
- نیک میسن – درام